# Edina
Edina je žensko osebno ime.

## Izvor imena
Ime Edina je ženska oblika moškega osebnega imena Edin.

## Pogostost imena
Po podatkih Statističnega urada Republike Slovenije je bilo na dan 31. decembra 2007 v Sloveniji število ženskih oseb z imenom Edina: 314.